# Dilvio Di Placido
Dilvio Di Placido (1944. január 11. –) amerikai nemzetközi labdarúgó-játékvezető.

## Pályafutása
Az NASL Játékvezető Bizottságának (JB) minősítésével az MLS (Major League Soccer) játékvezetője. Küldési gyakorlat szerint rendszeres partbírói szolgálatot is végzett. A nemzeti játékvezetéstől 1992-ben visszavonult.
Az Amerikai labdarúgó-szövetség JB terjesztette fel nemzetközi játékvezetőnek, a Nemzetközi Labdarúgó-szövetség (FIFA) 1985-től tartotta nyilván bírói keretében. A CONCACAF JB 1978-tól foglalkoztatja nemzetközi mérkőzéseken. A FIFA JB központi nyelvei közül az angolt beszéli. Több nemzetek közötti válogatott (Labdarúgó-világbajnokság, Olimpiai játékok), valamint klubmérkőzést vezetett, vagy működő társának partbíróként segített. A nemzetközi játékvezetéstől 1992-ben búcsúzott.
| Időpont          | Helyszín                 | Mérkőzés típusa              | Mérkőzés       | Eredmény | Nézők száma |
| ---------------- | ------------------------ | ---------------------------- | -------------- | -------- | ----------- |
| 1987. július 12. | Varsity Stadion, Toronto | csoportmérkőzés (A. csoport) | Katar–Egyiptom | 1 – 0    | 13 500      |

Az 1988. évi nyári olimpiai játékok labdarúgó tornájának végső szakaszát, ahol a FIFA JB bírói szolgálatra alkalmazta.
| Időpont           | Helyszín                           | Mérkőzés típusa      | Mérkőzés      | Eredmény |
| ----------------- | ---------------------------------- | -------------------- | ------------- | -------- |
| 1987. március 29. | Thomas A. Robinson Stadion, Nassau | olimpia kvalifikáció | Bahama–Mexikó | 0 – 3    |

1999-ben megkapta az USSF Life Membership címet, emléktáblával bekerült a Mass State Soccer Hall of Inductees csarnokába. A National Soccer Hall of Fame 2011-ben a Spirit of the game award, 2015-ben az Eddie Pearson elismerést adta részére.